# Dimbo gravfält

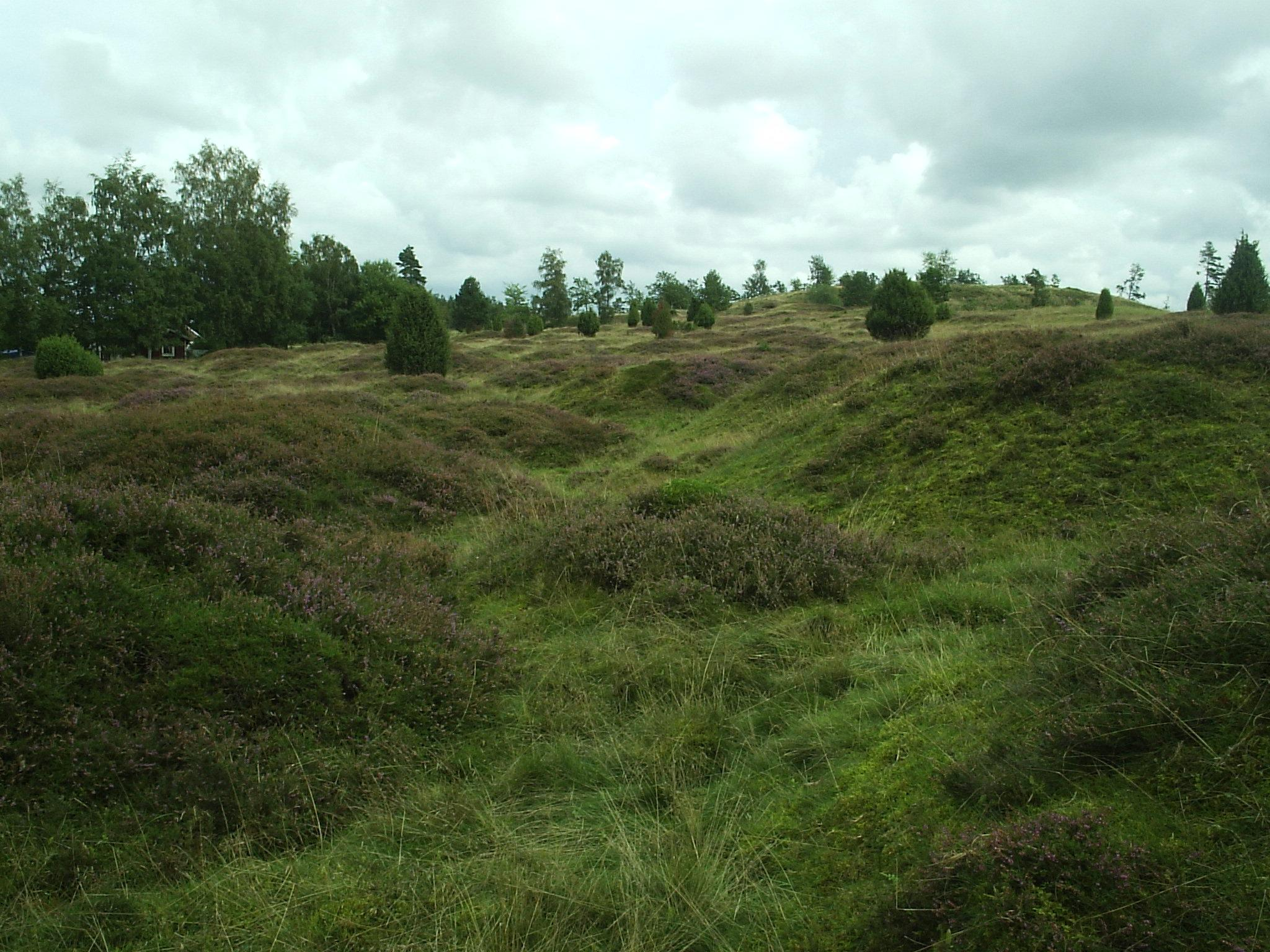
Högar på Dimbo gravfält

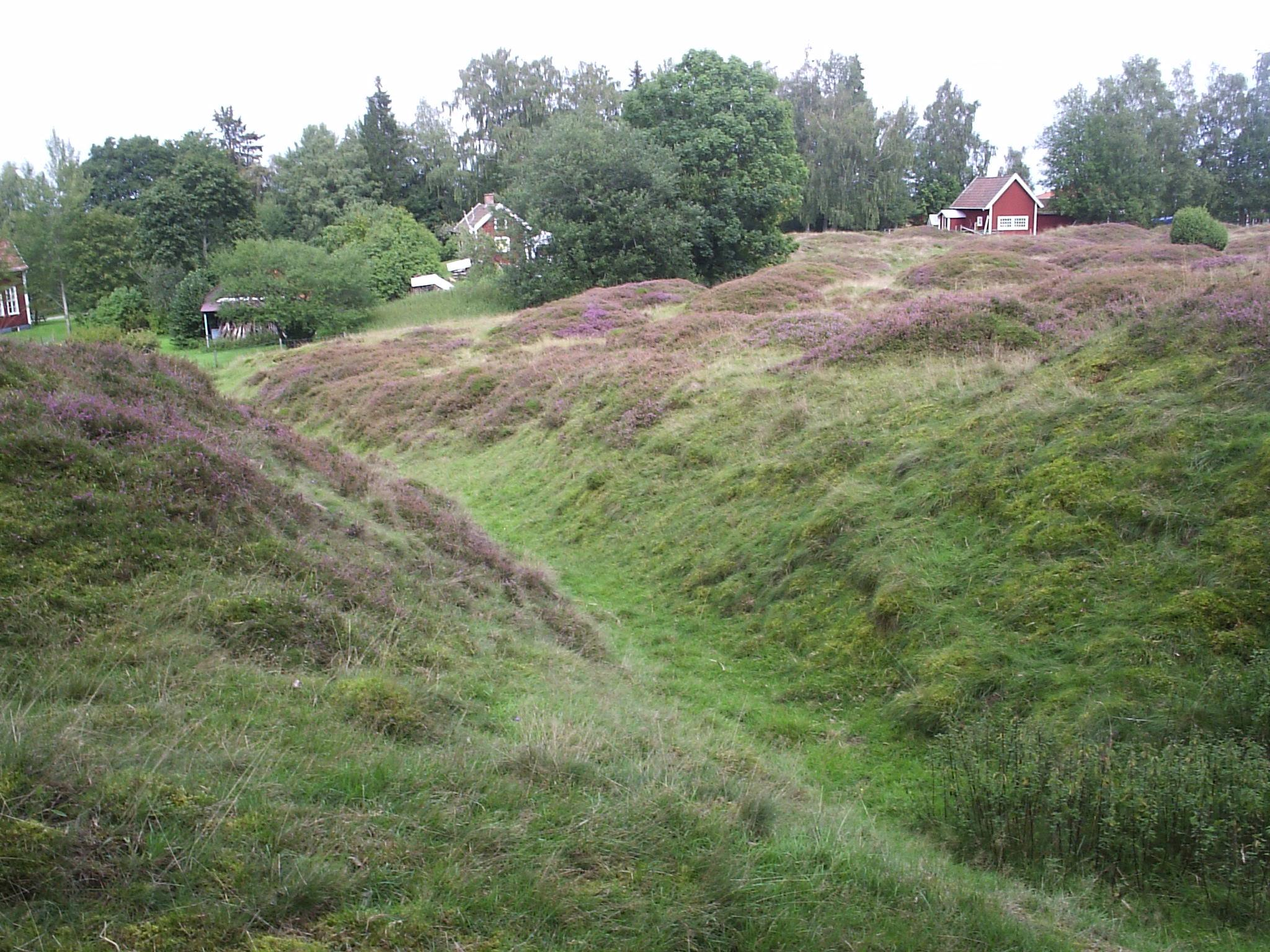
Hålväg över Dimbo gravfält

Dimbo gravfält i Dimbo socken i Tidaholms kommun är Västergötlands största höggravfält. Det ligger omedelbart sydöst om Dimbo by på båda sidor av vägen mot Tidaholm. Gravfältet består av 295 fornlämningar, varav 260 på den västra sidan av vägen.
I den västra delen finns 214 gravhögar, 36 runda stensättningar och tio treuddar. Den största högen är 16 meter i diameter och 1,5 meter hög och har en halvmeter djup grop i mitten. De runda stensättningarna är 9–12 meter i diameter och treuddarna 8–11 meter i sida. Sex medeltida hålvägar och en sentida rest runsten finns också på gravfältet. På östra sidan av vägen finns ytterligare 27 gravhögar, sju runda stensättningar och en treudd.
Gravfältet är som bygravfält från yngre järnålder även efter mellansvenska förhållanden ovanligt stort. Det är beläget i en välvårdad ljunghed som tidigare varit hagmark. Ytterligare gravfält finns vid Ottravads kyrkby, cirka en kilometer sydost om Dimbo.